# Mercado Central

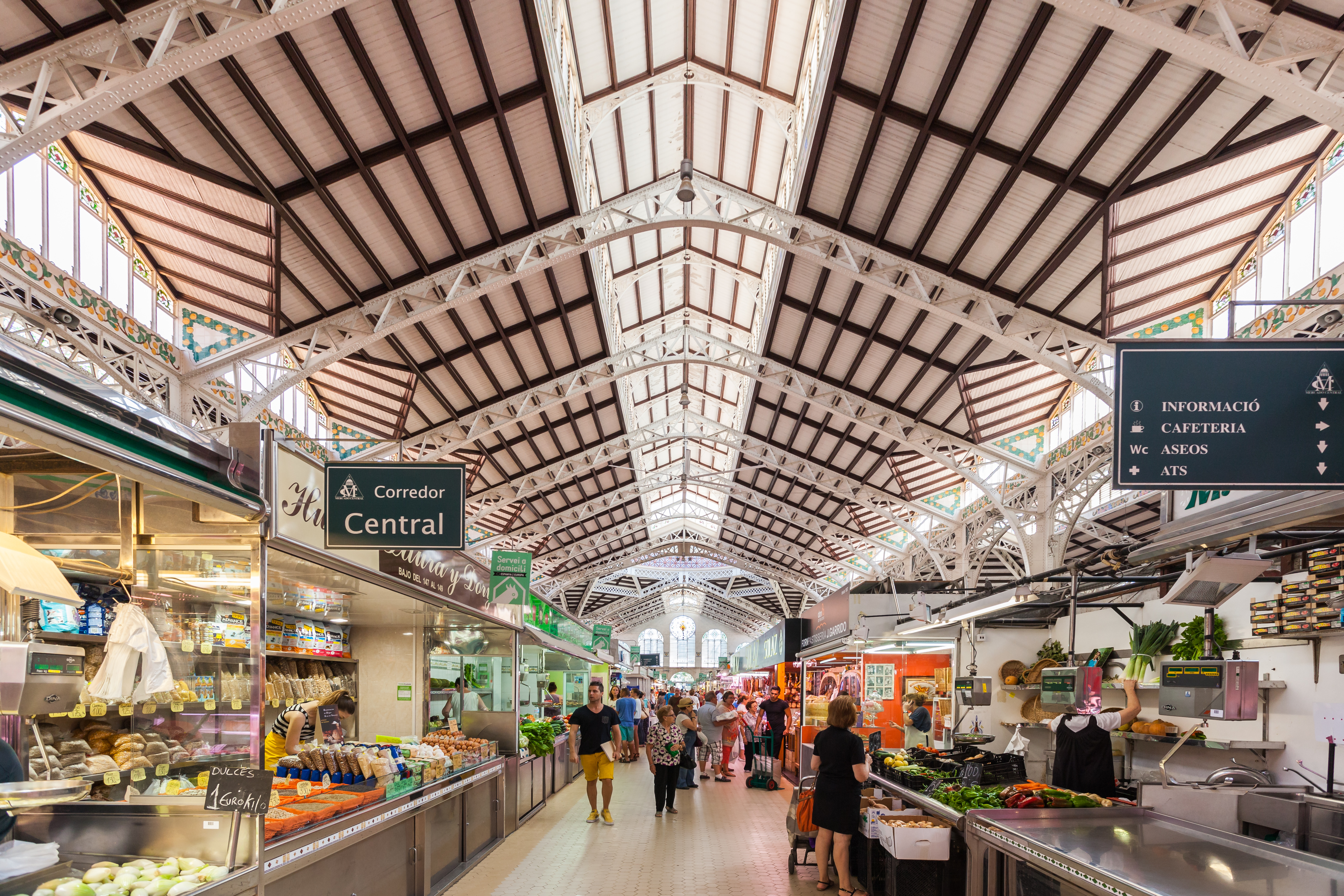
Interno del mercato

Il Mercado Central (in valenziano Mercat Central) è un mercato pubblico che si trova nel centro di Valencia di fronte alla Loggia della Seta.

## Storia
Già nel 1839 il sito ospitava un mercato all'aperto chiamato Mercat Nou ma, alla fine del XIX secolo, la città di Valencia indisse dei concorsi  per la costruzione di un nuovo mercato coperto e nel 1910 scelse infine il progetto di Alejandro Soler March e Francisco Guàrdia Vial, due architetti che si erano formati alla Scuola di Architettura di Barcellona e che avevano lavorato nel gruppo di collaboratori di Lluís Domènech i Montaner.
La costruzione del mercato durò dal 1914 al 1928 e l'edificio presenta diversi stili architettonici riconducibili al modernismo valenciano, derivato dallo stile Art Nouveau e dalle influenze architettoniche degli edifici vicini, come la gotica Loggia della Seta e l'eclettica chiesa dei Santi Giovanni.
Oggi il Mercado Central può considerarsi come uno dei più grandi mercati di prodotti freschi d'Europa e al suo interno lavorano quasi 400 piccoli commercianti, con un indotto di circa 1.500 persone al giorno. La maggior parte dei venditori vende prodotti alimentari, ma all'interno del mercato si trovano anche ristoranti e negozi di souvenir.